# Moldova-Sulița (gmina)
Moldova-Sulița – gmina w Rumunii, w okręgu Suczawa. Obejmuje miejscowości Moldova-Sulița i Benia. W 2011 roku liczyła 1865 mieszkańców.